# Dandou Kibonge Selenge
Dandou Kibonge Selenge (ur. 30 maja 1976) – kongijski piłkarz grający na pozycji pomocnika.

## Kariera klubowa
W swojej karierze piłkarskiej Selenge grał w belgijskich klubach Royal Charleroi i AC Hemptinne-Eghezée.

## Kariera reprezentacyjna
W 1998 roku Selenge został powołany do reprezentacji Demokratycznej Republiki Konga na Puchar Narodów Afryki 1998. Rozegrał na nim sześć meczów: z Togo (2:1), z Tunezją (1:2), z Ghaną (1:0), ćwierćfinałowy z Kamerunem (1:0), półfinałowy z Republiką Południowej Afryki (1:2) i o 3. miejsce z Burkina Faso (4:4, k. 4:1). Z Demokratyczną Republiką Konga zajął 3. miejsce w tym turnieju.